# Clubiona chathamensis
Clubiona chathamensis este o specie de păianjeni din genul Clubiona, familia Clubionidae, descrisă de Simon, 1905.
Este endemică în Chatham Is.. Conform Catalogue of Life specia Clubiona chathamensis nu are subspecii cunoscute.